# 보스니아 헤르체고비나 의회

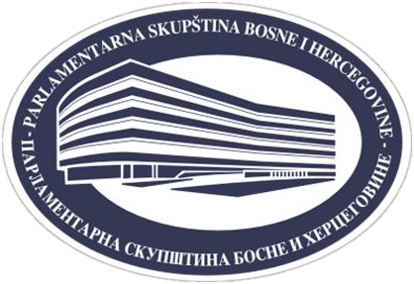
보스니아 헤르체고비나 의회

보스니아 헤르체고비나 의회(보스니아어: Parlamentarna skupština Bosne i Hercegovine)는 보스니아 헤르체고비나의 입법부이다. 하원과 상원 2개로 나누어진 양원제를 채택하고 있다.